# Ledzhet
Ledzhet är en ort i Azerbajdzjan.   Den ligger i distriktet Qusar Rayonu, i den nordöstra delen av landet, 180 km nordväst om huvudstaden Baku. Ledzhet ligger 450 meter över havet och antalet invånare är 650.
Terrängen runt Ledzhet är huvudsakligen kuperad, men åt nordost är den platt. Närmaste större samhälle är Qusar, 15,9 km sydost om Ledzhet.
Trakten runt Ledzhet består till största delen av jordbruksmark. Runt Ledzhet är det ganska glesbefolkat, med 48 invånare per kvadratkilometer.